# 歌時代
《歌時代》是台灣歌手張信哲於2016年3月26日所發行的音樂專輯，是其个人第35张大碟，除了苍苍，爱如潮水，其他全是翻唱。

## 曲目
| 曲序 | 曲名             | 作曲   | 作詞   | 編曲                 | 注釋                                                 |
| 01   | 蒼蒼             | 羅宇軒 | 何啟弘 | 周菲比               | 新歌                                                 |
| 02   | 歲月輕狂         | 盧冠廷 | 羅啟銳 | 劉志遠               | 原唱为李治廷                                         |
| 03   | 親愛的小孩       | 陳復明 | 楊立德 | 劉志遠 周菲比 李振權 | 原唱为苏芮                                           |
| 04   | 我多麼羨慕你     | 張洪量 | 姚謙   | 劉志遠               | 原唱为江美琪                                         |
| 05   | 為你我受冷風吹   | 李宗盛 | 李宗盛 | 劉志遠               | 八大戲劇台韓劇《我的女兒琴四月》片頭曲，原唱为林忆莲 |
| 06   | 滾滾紅塵         | 羅大佑 | 羅大佑 | 劉志遠               | 原唱为陈淑桦                                         |
| 07   | 迴               | 韓正皓 | 連水淼 | 劉志遠               | 原唱为李恕权                                         |
| 08   | 流淚手心         | 王力宏 | 許常德 | 劉志遠               | 原唱为王力宏                                         |
| 09   | 愛如潮水(輕流版) | 黎沸揮 | 李宗盛 | 劉志遠               | 首波主打                                             |
| 10   | 蒼蒼(演奏版)     | 羅宇軒 |        | 周菲比               |                                                      |